# وسائل إعلام مجتمعية
وسائل الإعلام المجتمعية هي أي شكل لوسائل الإعلام التي ينشئها المجتمع ويتحكم فيها، سواء كان مجتمعًا جغرافيًا أو مجتمعًا ذا شخصية اعتبارية أو مصالح. وتعد وسائل الإعلام المجتمعية شكلاً مختلفًا عن وسائل الإعلام التجارية أو وسائل الإعلام التي تديرها الدولة أو الإذاعة العامة.

## التعريف والوظيفة
لقد وصفت وسائل الإعلام المجتمعية بمعنى شامل بأنها «اتصالات المجتمع»
يقول الاتحاد الدولي لأبحاث وسائل الإعلام والاتصالات أن وسائل الإعلام المجتمعية "نشأت وتنشر وتتردد من دائرة المجتمع المدني”. فمثلما أنشأ المجتمع المدني وسائل الإعلام تلك، فهناك مكون ضمني لمشاركة المجتمع المدني في إنتاج وسائل الإعلام المجتمعية.
تبرز الدوافع الوليدة لتحليلات وسائل الإعلام المجتمعية من الجهود المبذولة لـ «تطبيق الديمقراطية» في وسائل الإعلام.ويحتاج المجتمع المدني إلى وسائل اتصال.

## التأثيرات التجارية
رغم أن هناك حالة من التجنب الواضح للتعامل مع القوى التجارية في إنتاج وسائل الإعلام المجتمعية، فهناك أوقات يفضل فيها القيام ببعض التعاملات السوقية.

## وسائل الإعلام الشعبية
وسائل الإعلام الشعبية تهتم بشكل أكثر تخصصًا على وسائل الإعلام التي ينفذها المجتمع المحلي لصالحه وهذا يفيد في جعل المناقشة أكثر دقة وتخصصًا. وهي تركز أساسًا على مجموعة فرعية من المشروعات الإعلامية ضيقة النطاق تهدف إلى التجميع بين الرؤى والمناظير المختلفة لـ «القوانين» التي تندمج بسهولة في علم النفس الاجتماعي.

## التاريخ في الولايات المتحدة
تعتبر أول محطة تليفزيون عام في الولايات المتحدة من وسائل الإعلام المجتمعية فقد أطلقت عام 1968 في مدينة ديل في ولاية فيرجينيا. وكانت تلك المحطة تحت إدارة الغرفة التجارية الناشئة وكانت تقدم برامجها على مدار عامين دون إعلانات. ولقد أُغلقت المحطة نتيجة نقص التمويل والمعدات والبنية الأساسية.:5 وإليكم مثالاً آخر لوسائل الإعلام المجتمعية الأولى وذلك في مجموعات فيديو الثقافة المضادة في الستينيات والسبعينيات من القرن العشرين.
فيديو فريكس و«فيديو فري أمريكا» و«جلوبال فيليدج» استخدموا تقنيات جديدة لتحقيق أرباح للمصالح المجتمعية. بالإضافة إلى ذلك، أصبحت مؤسسة راديانس، التي أسسها «مايكل شامبرج» و«باول ريان» وغيرهم، تعرف باسم «تلفاز الغوريلا.» ولقد كان افتراض إنشاء «تلفاز الغوريلا» أن تشعل جذوة مسار جديد غير عنيف لإنشاء وسائل إعلام تكون بديلاً للبث التليفزيوني. ولقد أصبح هذا النشاط الأولي ممكنًا بفضل طرح شركة «سوني» لفيديو Porta-Pak.

## التاريخ في كندا
لقد لعبت كندا أيضًا دورًا محوريًا في تطوير وسائل الإعلام المجتمعية ويعتبر الكثيرون أنها مهد البث المجتمعي. ففي الستينيات من القرن العشرين، أطلق المجلس الوطني السينمائي الكندي مشروعًا أطلق عليه اسم «تحدي التغيير» وكان عبارة عن سلسلة من الأفلام الوثائقية التي تتناول المشكلات الاقتصادية الاجتماعية. ومرة أخرى أحدث فيديو "Porta-Pak" من إنتاج سوني ثورة في كندا أيضًا. ففي عام 1968، تمكن صانعا الأفلام «بوني كلين» و«دورثي هونت» من إقناع مشروع «تحدي التغيير» بتناول مشكلات مجتمعية ذات طابع محلي أكثر. وفي هذا العام نفسه، قاما بتدريب أعضاء من «لجنة مواطني سانت جاك» على إنتاج الفيديو. فلقد انتقلت اللجنة إلى أحياء مونتريال الفقيرة وقامت بتصوير مشاهد مصورة للقاءات مع الفقراء ثم قدمت الفيديو في اجتماعات عامة لطرحه للمناقشة.
يعود تاريخ إذاعة المجتمع إلى مؤسسات إذاعات الهواة التي تشكلت عام 1906. فمن زاوية تاريخية، يعد المثال الإبداعي لإذاعة المجتمع هو إذاعة باسيفيكا المملوكة لـ «لويس هيل». كيه بي إف إيه في بيركلي، كاليفورنيا، بدأت البث عام 1949 بعد الحصول على رخصة هيئة الاتصالات الفيدرالية (FCC) لنطاق إف إم. وكانت محطة «باسيفيكا» الأولى تحصل على التمويل من الدعم الذي يقدمه المستمعون والمؤسسات الخيرية. لقد وضع خطاب توكيل إذاعة «باسيفيكا»، التي عبر عنها «هيل» بقوله «الاشتراك في أي نشام يساهم في إرساء التفاهم بين الأمم وبين الأفراد من جميع الدول والأعراق والسلالات والألوان» إطار عمل حركة وسائل إعلام المجتمع على مدار تطورها التاريخي والتقني.

## التاريخ في أوروبا
نشأ تلفاز وإذاعة المجتمع في أوروبا «من انتقاد نظام الخدمة العامة الاحتكارية التي كانت تعتبر بعيدة المنال». ولقد بدأت الفترة التجريبية لتعبير وسائل الإعلام المجتمعية في أوروا في السبعينيات من القرن العشرين بعدما كان الوصول إلى تلفاز أمريكا الشمالية العام قيد التنفيذ. ولذا كانت تعتبر نموذجًا ولكنه بين أيضًا أن بيئات وسائل الإعلام هي بيئات مختلفة بنيويًا.
من الأمثلة القوية على وسائل الإعلام المجتمعية من خارج أمريكا الشمالية وأوروبا إذاعة «عمال مناجم بوليفيا» التي ظهرت في الأربعينيات من القرن العشرين. فلقد أسس اتحاد عمال المناجم المحلي هذه المحطة الإذاعية التي أصبحت وسيلة مهمة للتواصل والمقاومة والتعليم والثقافة.

## أشكال وسائل الإعلام المجتمعية
يعد جهاز الراديو أوسع جهاز اتصالات إلكتروني انتشارًا في العالم وتعد إذاعة المجتمع وسيلة فعالة ومنخفضة التكاليف للوصول إلى أفقر المجتمعات في العالم والتواصل معها.
لقد أكد الجدل الأولي حول تقنية الإنترنت أهمية قوة الديمقراطية والمشاركة في السياق العالمي والواقعي. فقد كان يُفترض أن هذه «الديمقراطية الإلكترونية» ستؤثر على العلاقة المباشرة بين التقنية ونمو المجتمع المحلي.